# Lijst van Filmmuziek Top 200 in 2025
Dit is een lijst van Filmmuziek Top 200 die werd uitgezonden op 6 en 7 maart 2025 op NPO Klassiek.
| Pos. | Componist                          | Filmtitel                                                         |
| ---- | ---------------------------------- | ----------------------------------------------------------------- |
| 1    | John Williams                      | Schindler's List                                                  |
| 2    | Ennio Morricone                    | Once Upon a Time in the West                                      |
| 3    | Howard Shore                       | Lord of the Rings                                                 |
| 4    | Hans Zimmer & Klaus Badelt         | Pirates of the Caribbean                                          |
| 5    | Rogier van Otterloo                | Soldaat van Oranje                                                |
| 6    | John Williams                      | Star Wars Episode: I t/m IX                                       |
| 7    | Ennio Morricone                    | The Good, the Bad and the Ugly                                    |
| 8    | Hans Zimmer                        | Interstellar                                                      |
| 9    | John Williams                      | Harry Potter 1 t/m 3                                              |
| 10   | Yann Tiersen                       | Le Fabuleux Destin d'Amélie Poulain                               |
| 11   | Nino Rota                          | The Godfather                                                     |
| 12   | Ludovico Einaudi                   | Intouchables                                                      |
| 13   | Leonard Bernstein                  | West Side Story                                                   |
| 14   | Hans Zimmer                        | Gladiator                                                         |
| 15   | John Barry                         | Out of Africa                                                     |
| 16   | Andrew Lloyd Webber                | Jesus Christ Superstar                                            |
| 17   | John Williams                      | Jurassic Park                                                     |
| 18   | John Barry                         | Dances with Wolves                                                |
| 19   | John Williams                      | Indiana Jones 1 t/m 5                                             |
| 20   | Vangelis                           | 1492: Conquest of Paradise                                        |
| 21   | Rogier van Otterloo                | Turks fruit                                                       |
| 22   | Hans Zimmer                        | The Lion King                                                     |
| 23   | Hans Zimmer                        | Inception                                                         |
| 24   | Richard Rodgers                    | The Sound of Music                                                |
| 25   | Ennio Morricone                    | The Mission                                                       |
| 26   | Ramin Djawadi                      | Game of Thrones (serie)                                           |
| 27   | Angelo Badalamenti                 | Twin Peaks (serie)                                                |
| 28   | Michael Nyman                      | The Piano                                                         |
| 29   | Vangelis                           | Chariots of Fire                                                  |
| 30   | Hans Zimmer                        | The Da Vinci Code                                                 |
| 31   | Alan Silvestri                     | Forrest Gump                                                      |
| 32   | James Horner                       | Titanic                                                           |
| 33   | John Lunn                          | Downton Abbey (serie)                                             |
| 34   | Michael Kamen                      | Band of Brothers (serie)                                          |
| 35   | Henry Mancini                      | Pink Panther                                                      |
| 36   | John Williams                      | E.T. the Extra-Terrestrial                                        |
| 37   | Philip Glass                       | The Hours                                                         |
| 38   | John Williams                      | Saving Private Ryan                                               |
| 39   | Barrington Pheloung                | Inspector Morse (serie)                                           |
| 40   | Adele & Thomas Newman              | Skyfall                                                           |
| 41   | Ennio Morricone                    | Once upon a time in America                                       |
| 42   | Nicola Piovani                     | La vita è bella                                                   |
| 43   | Michel Legrand & Francis Lai       | Les Uns et les Autres                                             |
| 44   | Mike Oldfield                      | The Exorcist (Tubular Bells)                                      |
| 45   | John Williams                      | Jaws                                                              |
| 46   | Stanley Myers                      | The Deer Hunter                                                   |
| 47   | Eric Idle                          | Monty Python's Life of Brian                                      |
| 48   | Hans Zimmer                        | Dune                                                              |
| 49   | Monty Norman                       | Dr. No                                                            |
| 50   | Philip Glass                       | Koyaanisqatsi                                                     |
| 51   | Ryuichi Sakamoto                   | Merry Christmas, Mr. Lawrence                                     |
| 52   | Alan Silvestri                     | Back to the Future                                                |
| 53   | Stefan Nilsson                     | As It Is in Heaven                                                |
| 54   | Michel Legrand                     | Yentl                                                             |
| 55   | Maurice Jarre                      | Doctor Zhivago                                                    |
| 56   | Mikis Theodorakis                  | Zorba the Greek                                                   |
| 57   | Rachel Portman                     | Chocolat                                                          |
| 58   | James Horner                       | Legends of the Fall                                               |
| 59   | Howard Shore                       | The Hobbit                                                        |
| 60   | Eddie Vedder                       | Into the Wild                                                     |
| 61   | John Powell                        | How to Train Your Dragon                                          |
| 62   | James Horner                       | Braveheart                                                        |
| 63   | Ry Cooder                          | Paris, Texas                                                      |
| 64   | Hans Zimmer & James Newton Howard  | The Dark Knight                                                   |
| 65   | Ennio Morricone                    | For a Few Dollars More                                            |
| 66   | Ennio Morricone                    | Novecento                                                         |
| 67   | Jurre Haanstra                     | Baantjer (serie)                                                  |
| 68   | Alexandre Desplat                  | The King's Speech                                                 |
| 69   | Hans Zimmer                        | Pearl Harbor                                                      |
| 70   | Ludwig Göransson                   | Oppenheimer                                                       |
| 71   | Hans Zimmer                        | The Crown (serie – Main Title)                                    |
| 72   | Klaus Doldinger                    | Das Boot                                                          |
| 73   | Malcolm Arnold & Kenneth J. Alford | The Bridge on the River Kwai                                      |
| 74   | Richard Sherman & Robert Sherman   | Mary Poppins                                                      |
| 75   | Alexandre Desplat                  | The Grand Budapest Hotel                                          |
| 76   | Jan Mul                            | Fanfare                                                           |
| 77   | Miles Davis                        | Ascenseur pour l'échafaud                                         |
| 78   | Bear McCreary                      | Outlander (serie)                                                 |
| 79   | Gabriel Yared                      | The English Patient                                               |
| 80   | Michael Giacchino                  | Up                                                                |
| 81   | Nacio Herb Brown & Arthur Freed    | Singin' in the Rain                                               |
| 82   | Francis Lai                        | Love story                                                        |
| 83   | Justin Hurwitz                     | La La Land                                                        |
| 84   | Bear McCreary                      | The Lord of the Rings: The Rings of Power (serie)                 |
| 85   | Hans Zimmer                        | Dune: Part Two                                                    |
| 86   | John Barry                         | Midnight Cowboy                                                   |
| 87   | Anton Karas                        | The Third Man                                                     |
| 88   | Ennio Morricone                    | My Name is Nobody                                                 |
| 89   | Ruud Bos                           | De Fabriek (serie)                                                |
| 90   | Dick Dale and The Del-Tones        | Pulp Fiction (Misirlou)                                           |
| 91   | Barry Gray                         | Thunderbirds (serie)                                              |
| 92   | John Williams                      | Home Alone                                                        |
| 93   | Trevor Jones                       | Last of the Mohicans                                              |
| 94   | Michel Legrand                     | Les Parapluies de Cherbourg                                       |
| 95   | Nicholas Hooper                    | Harry Potter and the Order of the Phoenix / the Half-Blood Prince |
| 96   | Lalo Schifrin                      | Mission: Impossible                                               |
| 97   | Hans Zimmer                        | The Holiday                                                       |
| 98   | Alexandre Desplat                  | Harry Potter and the Deathly Hallows, Pt. 1 en Pt. 2              |
| 99   | John Barry                         | On her Majesty's Secret Service                                   |
| 100  | Clint Mansell                      | Requiem for a dream                                               |
| 101  | Vangelis                           | Blade Runner                                                      |
| 102  | John Williams                      | Seven Years in Tibet                                              |
| 103  | George Bruns                       | The Jungle Book                                                   |
| 104  | Thomas Newman                      | American Beauty                                                   |
| 105  | Jerry Goldsmith                    | Star Trek: The Motion Picture                                     |
| 106  | Craig Armstrong                    | Love Actually                                                     |
| 107  | Ennio Morricone                    | The Untouchables                                                  |
| 108  | Bruno Coulais                      | Les Choristes                                                     |
| 109  | Louis Bacalov                      | Il postino                                                        |
| 110  | Dario Marianelli                   | Pride & Prejudice                                                 |
| 111  | Hans Zimmer                        | The Last Samurai                                                  |
| 112  | Choir of Young Believers           | The Bridge                                                        |
| 113  | Alan Menken                        | Beauty and the Beast                                              |
| 114  | Jim Parker                         | Midsomer Murders (serie)                                          |
| 115  | Patrick Doyle                      | Harry Potter and the Goblet Of Fire                               |
| 116  | Thomas Newman                      | The Shawshank Redemption                                          |
| 117  | Hans Zimmer                        | Sherlock Holmes                                                   |
| 118  | Harry Gregson-Williams             | Shrek                                                             |
| 119  | Frederick Loewe                    | My fair Lady                                                      |
| 120  | Henry Mancini                      | Breakfast at Tiffany's                                            |
| 121  | Ludwig Göransson                   | The Mandalorian (serie)                                           |
| 122  | Randy Newman                       | Toy Story                                                         |
| 123  | Hans Zimmer                        | No Time to Die                                                    |
| 124  | Alexandre Desplat                  | The Imitation Game                                                |
| 125  | James Horner                       | Avatar                                                            |
| 126  | Nino Rota                          | La Dolce Vita                                                     |
| 127  | Ennio Morricone                    | Nuovo Cinema Paradiso                                             |
| 128  | Klaus Doldinger                    | The NeverEnding Story                                             |
| 129  | Maurice Jarre                      | Lawrence Of Arabia                                                |
| 130  | Bob Zimmerman & Nando Eweg         | Süskind                                                           |
| 131  | Joe Hisaishi                       | Spirited Away                                                     |
| 132  | Rupert Gregson-Williams            | The Crown (serie – seizoen 1 en 2)                                |
| 133  | Harry Gregson-Williams             | The Chronicles Of Narnia                                          |
| 134  | Hans Zimmer & Nick Glennie-Smith   | The Rock                                                          |
| 135  | Michael Kamen                      | Robin Hood: Prince of Thieves                                     |
| 136  | Joe Hisaishi                       | Howl's Moving Castle                                              |
| 137  | Hans Zimmer & Stephen Schwartz     | The Prince of Egypt                                               |
| 138  | Ennio Morricone                    | Chi Mai (Professionel, Maddalena)                                 |
| 139  | Ernest Gold                        | Exodus                                                            |
| 140  | James Horner                       | The Mask of Zorro                                                 |
| 141  | Alan Silvestri                     | The Avengers                                                      |
| 142  | Hans Zimmer                        | Angels & Demons                                                   |
| 143  | Michael Giacchino                  | Star Trek                                                         |
| 144  | John Williams                      | Memoirs of a Geisha                                               |
| 145  | Danny Elfman                       | Batman                                                            |
| 146  | Hans Zimmer                        | The Dark Knight Rises                                             |
| 147  | Jóhann Jóhannsson                  | The Theory of Everything                                          |
| 148  | John Williams                      | Close Encounters of the Third Kind                                |
| 149  | Trevor Jones                       | Notting Hill                                                      |
| 150  | Alan Menken                        | Aladdin                                                           |
| 151  | John Williams                      | Superman                                                          |
| 152  | Elmer Bernstein                    | The Magnificent Seven                                             |
| 153  | Ryuichi Sakamoto                   | The Last Emperor                                                  |
| 154  | Nino Rota                          | Amarcord                                                          |
| 155  | Fons Merkies                       | Flikken Maastricht (serie)                                        |
| 156  | Alberto Iglesias                   | Hable con ella                                                    |
| 157  | Max Steiner                        | Gone with the Wind                                                |
| 158  | Michael Giacchino                  | Ratatouille                                                       |
| 159  | James Newton Howard                | The Hunger Games                                                  |
| 160  | Anne Dudley                        | Poldark (serie)                                                   |
| 161  | Jerry Goldsmith                    | Basic Instinct                                                    |
| 162  | Bernard Herrmann                   | Psycho                                                            |
| 163  | John Powell & Stephen Schwartz     | Wicked                                                            |
| 164  | Hans Zimmer                        | The Pacific (serie)                                               |
| 165  | Philip Glass                       | The Truman Show                                                   |
| 166  | Barrington Pheloung                | Endeavour (serie)                                                 |
| 167  | Alan Silvestri                     | Avengers: Endgame                                                 |
| 168  | Charlie Chaplin                    | Modern Times                                                      |
| 169  | Alan Menken                        | The Little Mermaid                                                |
| 170  | Ludovico Einaudi                   | The Father                                                        |
| 171  | Miklós Rózsa                       | Ben Hur                                                           |
| 172  | James Horner                       | A Beautiful Mind                                                  |
| 173  | Alan Menken                        | Pocahontas                                                        |
| 174  | Maurice Jarre                      | Ghost                                                             |
| 175  | Bill Conti                         | Rocky                                                             |
| 176  | Patrick Doyle                      | Sense and Sensibility                                             |
| 177  | The Cinematic Orchestra            | The Crimson Wing: Mystery of the Flamingos                        |
| 178  | John Williams                      | Hook                                                              |
| 179  | Carlos Rafael Rivera               | The Queen's Gambit (serie)                                        |
| 180  | Christophe Beck                    | Frozen                                                            |
| 181  | Nicholas Britell                   | Succession (serie)                                                |
| 182  | Barrington Pheloung                | Lewis (serie)                                                     |
| 183  | John Harle                         | Silent Witness (serie)                                            |
| 184  | Hans Zimmer                        | Dunkirk                                                           |
| 185  | Dmitri Sjostakovitsj               | The Gadfly                                                        |
| 186  | Bob Zimmerman                      | De Nieuwe Wildernis                                               |
| 187  | Max Richter                        | My Brilliant Friend (serie)                                       |
| 188  | Danny Elfman                       | The Nightmare Before Christmas                                    |
| 189  | Pino Donaggio                      | Oorlogswinter                                                     |
| 190  | James Newton Howard                | Fantastic Beasts and Where to Find Them                           |
| 191  | Philip Glass                       | The Illusionist                                                   |
| 192  | Alexandre Desplat                  | Girl with a Pearl Earring                                         |
| 193  | Nino Rota                          | La strada                                                         |
| 194  | John Williams                      | War Horse                                                         |
| 195  | Gabriel Yared                      | Das Leben der Anderen                                             |
| 196  | Hans Zimmer & Jacob Shea           | Blue Planet II (serie)                                            |
| 197  | Jurriaan Andriessen                | De aanslag                                                        |
| 198  | Hans Zimmer & John Powell          | Kung Fu Panda                                                     |
| 199  | Michael Nyman                      | The Cook, the Thief, His Wife & Her Lover                         |
| 200  | Yann Tiersen                       | Good Bye, Lenin!                                                  |

## Top 3 componisten
De componisten met de meeste noteringen:
| Componist       | Aantal |
| --------------- | ------ |
| Hans Zimmer     | 23     |
| John Williams   | 15     |
| Ennio Morricone | 10     |

2016 ·
2017 ·
2018 ·
2019 ·
2020 ·
2021 ·
2022 ·
2023 ·
2024 ·
2025